# ダンカン・ボイズ
ダンカン・ゴードン・ボイズ（Duncan Gordon Boyes、1846年11月5日 - 1869年1月26日）は、イギリス海軍の軍人。イギリス・チェルトナム生まれ。
馬関戦争(下関戦争)で戦った英国海軍の若い水兵。その戦いですばらしい勇気を見せた為、ビクトリア十字勲章を授与された。後に、海軍基地の門限に遅れて戻り基地内に塀を乗り越えて侵入したという些細な罪のため海軍を懲戒除隊となり、その悔しさから重度のアルコール依存症とそれに伴う精神衰弱に陥り、静養先のニュージーランドで滞在中の家屋の2階窓から飛び降り自殺した。22歳だった。

## 競売
ボイズのビクトリア十字勲章はボイズの出身校チェルトナム・カレッジにより1998年7月21日にロンドンのスピンクス競売所で競売にかけられた。匿名の落札者により5万1750ポンドで落札された。